# Svenska Serier 1981
Svenska Serier Årgång 1981 var den tredje årgången av tidningen och gavs ut i fem nummer.

## Innehåll
| Nummer | Serie                                        | Upphovsman                              |
| ------ | -------------------------------------------- | --------------------------------------- |
| 1      | Omslaget                                     | Patrik Lindvall                         |
|        | Hunger                                       | Patrik Lindvall                         |
|        | McAero                                       | Kim Tuominen                            |
|        | Lillen                                       | Nicolas Krizan                          |
|        | Pastor Vitalis                               | Michael Månsson                         |
|        | Himmelska Hanson: Flykten från Serenitatis 2 | Mats Jönsson                            |
|        | Lillen                                       | Nicolas Krizan                          |
| 2      | Omslaget                                     | Patrik Norrman                          |
|        | Metavansinne                                 | Patrik Norrman                          |
|        | Aldor                                        | Anders Lundmark                         |
|        | Professor Groop                              | Lars Johnson                            |
|        | Herman Frid                                  | Nisse Hellberg Clas Rosenberg           |
|        | Axel B. Storm: Smuggelgods                   | Hans Lindahl                            |
|        | Gruff & Co                                   | Kjell Johansson                         |
| 3      | Omslaget                                     | Hans Lindahl                            |
|        | Axel B. Storm: Operation Desarmering         | Hans Lindahl                            |
|        | Sänglarna                                    | Torgny Nordin                           |
|        | En Öde Ö I Havet                             | Stefan Nagy                             |
|        | Pille Pil: Biskop Nils Skatt                 | Ulf Björkryd Ingemar Nyström            |
|        | Vikingar: Alfrud                             | Kurt Ahlgren                            |
| 4      | Omslaget                                     | Alf Woxnerud                            |
|        | Skyltstrul                                   | Alf Woxnerud                            |
|        | Uti Vår Hage                                 | Krister Petersson                       |
|        | Qnasbollar                                   | Claes Gustafsson                        |
|        | Ura Kaipa                                    | Anders Frank                            |
|        | Barätta                                      | Ian Colbell                             |
|        | Kisen                                        | Jens Ahlbom                             |
|        | Skolan                                       | Max Liljefors                           |
|        | Tredje Råttan                                | Anders Blomdahl                         |
|        | Socialstyret Rekommenderar                   | Alf Woxnerud                            |
| 5      | Omslaget                                     | Peter Friman                            |
|        | Himmelska Hansson: Hindström                 | Mats Jönsson Johan Rosenblad-Westerlund |
|        | I Grefvens Tid                               | Per Kjellson Björn Rosbro               |
|        | Agent 51: Zenit                              | Ingemar Lindvist Björn Lindenbaum       |
|        | Kurt Jönsson: Badsyndromet                   | Håkan Somdal Björn Rosbro               |
|        | Toby Topp                                    | Thomas Best                             |